# Katastrofa lotu Dagestan Airlines 372
Katastrofa lotu Dagestan Airlines 372 – wypadek lotniczy samolotu Tupolew Tu-154M, należącego do linii lotniczych Dagestan Airlanes, do którego doszło 4 grudnia 2010 w Domodiedowie w Rosji. W wyniku wypadku śmierć poniosły 2 osoby, a 92 odniosły obrażenia.

## Wypadek
Samolot leciał planowaną trasą z lotniska Wnukowo na lotnisko Machaczkała. Wkrótce po starcie dwa z trzech silników samolotu uległy awarii, piloci zgłosili usterkę, gdy samolot znajdował się na wysokości około 9100 metrów. Zażądano awaryjnego lądowania na lotnisku Domodiedowo. Podczas lądowania również trzeci silnik uległ awarii. Samolot wylądował na prawo od pasa 32R i uderzył w nasyp za końcem pasa startowego, powodując rozpad maszyny na trzy części.
W wyniku awaryjnego lądowania zginęły 2 osoby, a 92 zostały ranne, w tym 39 poważnie. Jedną z ofiar był brat Magomiedsałama Magomiedowa, prezydenta Dagestanu. Drugą ofiarą była matka sędziego Sądu Konstytucyjnego Rosji.

## Dochodzenie
Kilka godzin po wypadku główny prokurator śledztwa stwierdził, że wstępne wyniki sugerują, że za utratę silników odpowiedzialne było zderzenie z ptakiem.
26 września 2011 MAK opublikował raport, w którym stwierdził, że przyczyną wypadku były błędne działania załogi podczas lotu. Wskazano, że załoga nie wykorzystała wszystkich dostępnych możliwości poradzenia sobie z utratą mocy silników i nie zastosowała się do procedur lądowania z dwoma niesprawnymi silnikami. Zauważono również, że załoga nie została wystarczająco przeszkolona, aby poradzić sobie z tą sytuacją.
22 stycznia 2015 pilot samolotu został uznany przez sąd za winnego na podstawie art. 263 ust. 3 rosyjskiego kodeksu karnego (naruszenie zasad bezpieczeństwa w transporcie i podróżowaniu samolotem, co doprowadziło do zaniedbania śmierci dwóch lub więcej osób). Został skazany na 3 lata w zawieszeniu i natychmiast został objęty amnestią.